# Gautier Lloris
Gautier Lloris (Niza, Francia, 18 de julio de 1995) es un futbolista francés. Juega de defensa y su equipo actual es el Le Havre A. C. de la Ligue 1.

## Trayectoria
Formado en las inferiores del O. G. C. Niza, debutó con el primer equipo el 4 de enero de 2016 ante el Stade Rennes F. C. por la Copa de Francia.

## Selección nacional
Fue internacional juvenil por Francia.

## Estadísticas
Actualizado al último partido disputado el 17 de mayo de 2025.
| Club                    | Div.          | Temporada     | Liga  | Liga  | Copas nacionales | Copas nacionales | Copas internacionales | Copas internacionales | Total | Total |
| Club                    | Div.          | Temporada     | Part. | Goles | Part.            | Goles            | Part.                 | Goles                 | Part. | Goles |
| ----------------------- | ------------- | ------------- | ----- | ----- | ---------------- | ---------------- | --------------------- | --------------------- | ----- | ----- |
| O. G. C. Niza Francia   | 1.ª           | 2015-16       | 2     | 0     | 1                | 0                | —                     | —                     | 3     | 0     |
| O. G. C. Niza Francia   | 1.ª           | 2016-17       | 0     | 0     | 0                | 0                | 0                     | 0                     | 0     | 0     |
| O. G. C. Niza Francia   | 1.ª           | 2017-18       | 0     | 0     | 0                | 0                | 0                     | 0                     | 0     | 0     |
| Gazélec Ajaccio Francia | 2.ª           | 2017-18       | 13    | 0     | 0                | 0                | —                     | —                     | 13    | 0     |
| Gazélec Ajaccio Francia | Total club    | Total club    | 13    | 0     | 0                | 0                | 0                     | 0                     | 13    | 0     |
| O. G. C. Niza Francia   | 1.ª           | 2019-20       | 3     | 0     | 0                | 0                | —                     | —                     | 3     | 0     |
| O. G. C. Niza Francia   | Total club    | Total club    | 5     | 0     | 1                | 0                | 0                     | 0                     | 6     | 0     |
| A. J. Auxerre Francia   | 2.ª           | 2020-21       | 26    | 4     | 0                | 0                | —                     | —                     | 26    | 4     |
| A. J. Auxerre Francia   | 2.ª           | 2021-22       | 3     | 0     | 2                | 0                | —                     | —                     | 5     | 0     |
| A. J. Auxerre Francia   | Total club    | Total club    | 29    | 4     | 2                | 0                | 0                     | 0                     | 31    | 4     |
| Le Havre A. C. Francia  | 2.ª           | 2022-23       | 27    | 3     | 0                | 0                | —                     | —                     | 27    | 3     |
| Le Havre A. C. Francia  | 1.ª           | 2023-24       | 31    | 2     | 2                | 0                | —                     | —                     | 33    | 2     |
| Le Havre A. C. Francia  | 1.ª           | 2024-25       | 31    | 2     | 0                | 0                | —                     | —                     | 31    | 2     |
| Le Havre A. C. Francia  | Total club    | Total club    | 89    | 7     | 2                | 0                | 0                     | 0                     | 91    | 7     |
| Total carrera           | Total carrera | Total carrera | 136   | 11    | 5                | 0                | 0                     | 0                     | 141   | 11    |

## Palmarés

### Títulos nacionales
| Título  | Club           | País    | Año     |
| ------- | -------------- | ------- | ------- |
| Ligue 2 | Le Havre A. C. | Francia | 2022-23 |

## Vida personal
Gautier es el hermano menor de Hugo Lloris, futbolista e internacional francés.